# Observador na Água
O Observador na Água é uma criatura fictícia no universo da Terra Média de J. R. R. Tolkien. Aparece em A Sociedade do Anel, o primeiro volume de O Senhor dos Anéis. Habitava um lago sob as muralhas ocidentais do reino dos anães, Moria, e sua presença foi registrada pela primeira vez pela companhia de anães de Balin [en], cerca de 30 anos antes dos eventos de A Sociedade do Anel. A criatura teria surgido após o represamento do rio Sirannon. Críticos compararam o Observador ao lendário kraken e à passagem de Odisseu entre o monstro devorador Cila e o redemoinho Caríbdis. A combinação do lago como barreira e as imponentes Portas de Durin foi associada aos múltiplos obstáculos frequentemente encontrados na mitologia nórdica.

## Literatura
Em O Senhor dos Anéis, a Sociedade do Anel está em uma missão para destruir o Um Anel, criado pelo Senhor do Escuro Sauron, em Monte da Perdição. Durante a jornada, enfrentam duas escolhas perigosas para atravessar as Montanhas Sombrias: pelo passo de Caradhras, através do Portão do Chifre Vermelho, ou pelo interior de Moria, um labirinto de túneis e fossos. A tentativa de cruzar o passo montanhoso falha devido ao clima severo, forçando a Sociedade a se dirigir ao Portão Oeste de Moria, onde o Observador habitava um lago. Sua presença foi notada após o represamento do rio Sirannon, e registrada pela expedição de Balin cerca de 30 anos antes. Ao se aproximarem do Portão, o Observador agarra Frodo Bolseiro com um tentáculo longo, verde-pálido e luminescente, seguido por mais vinte. A Sociedade resgata Frodo e recua para Moria, mas o Observador sela as Portas do Portão Oeste. Gandalf observa: "Algo rastejou ou foi expelido das águas escuras sob as montanhas. Há coisas mais antigas e vis do que orcs nas profundezas do mundo." Ele nota, em particular, que a criatura atacou Frodo, o portador do Anel, primeiro.
Mais tarde, a Sociedade encontra o Livro de Mazarbul, um registro da expedição fracassada de Balin para recuperar Moria. Nas últimas páginas, o escriba, revelado como Ori, escreve: "Não podemos sair. Não podemos sair. Eles [os orcs] tomaram a Ponte e o segundo salão. ... o lago está contra a muralha do Portão Oeste. O Observador na Água levou Óin. Não podemos sair. O fim se aproxima ... tambores, tambores nas profundezas ... eles estão chegando."

## Conceito e criação
O "Observador na Água" é o único nome dado por Tolkien a essa criatura. Uma versão inicial do encontro da Sociedade com o Observador está em O Retorno da Sombra. A descrição de Tolkien sobre a criatura, sua aparição, aparência física, habilidades, ataque à Sociedade e a destruição do Portão de Moria já estão presentes em seus rascunhos iniciais, praticamente idênticos à versão final publicada.

## Análise

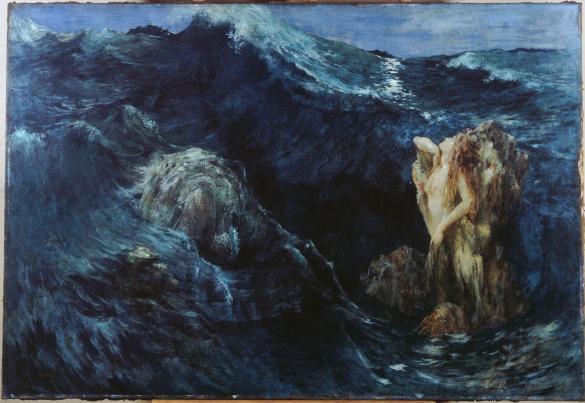
Portão do Inferno: a passagem da Sociedade pelo Observador na Água e através das Portas de Durin em Moria foi comparada à travessia de Odisseu entre a devoradora Cila e o redemoinho Caríbdis. Pintura de Ary Renan, 1894

No livro The Complete Tolkien Companion, Tony Tyler [en] sugere que o Observador pode ser um dragão de gelo: "esses dragões dependem apenas de sua força e velocidade (a criatura que atacou o portador do Anel perto do lago de Moria pode ter sido um desses)".
A ensaísta Allison Harl argumenta que o Observador pode ser um kraken criado e desenvolvido por Morgoth em Utumno, e que ele representa um guardião cujo objetivo, no contexto da jornada arquetípica, é impedir os heróis de entrar em novos territórios, seja psicológica ou espiritualmente. Essa "teoria do guardião" foi ecoada por autores como Joseph Campbell.
O estudioso de literatura inglesa Charles A. Huttar [en] sugere possíveis origens do Observador no mundo clássico. Ele compara a combinação do monstro com tentáculos e o "portão que se fecha" quando a Sociedade passa pelas Portas de Durin, apenas para o Observador esmagar as rochas atrás deles, às Rochas Errantes da mitologia grega, próximas à entrada do mundo inferior, e à passagem de Odisseu entre a devoradora Cila e o redemoinho Caríbdis.
O acadêmico Jonathan Evans [en] descreve o monstro como "o vago Observador na Água" e "uma criatura com muitos tentáculos". Ele destaca a descrição de Gandalf, comparando-a com a afirmação posterior de que "o mundo é roído por coisas sem nome" nas profundezas de Moria, mais antigas até que Sauron e "desconhecidas até para ele".
Marjorie Burns [en], estudiosa de literatura inglesa, posiciona o Observador na Água como parte de um triplo obstáculo para entrar em Moria: "águas ameaçadoras, o Observador no lago e portas altamente resistentes". Ela observa que esse "acúmulo de oposição" é  característico da mitologia nórdica, na qual é comum encontrar obstáculos massivos, portões hostis, cães agressivos e "guardiões persistentes".
Norbert Schürer escreve no periódico Mythlore [en] que Tolkien descreve eficazmente o estado da água, a natureza do Observador e a situação da Companhia do Anel em sua perigosa missão, tudo ao mesmo tempo, com o ambiente aquático "representando simbolicamente" a dificuldade da escolha a ser feita.
| Corpo d'água | Descrição                                                      | Interpretação               | A decisão a ser tomada                                                                                     |
| ------------ | -------------------------------------------------------------- | --------------------------- | --- |
| Rio Sirannon | anteriormente "fluía", "forte e cheio"; agora "um filete"      | como se tivesse "intenção"  | A escolha não é fácil; a Companhia pode esperar uma jornada fluida ou ficar presa em águas escuras e sujas |
| Lago         | "sombrio", "ameaçador"                                         | como se tivesse "agência"   | A escolha não é fácil; a Companhia pode esperar uma jornada fluida ou ficar presa em águas escuras e sujas |
| Riacho       | "verde e estagnado [com um] braço viscoso", "escuro", "impuro" | como se fosse um corpo vivo | A escolha não é fácil; a Companhia pode esperar uma jornada fluida ou ficar presa em águas escuras e sujas |
| Água agitada | "fervilhante", "verde-pálida, luminosa e úmida"                | "o despertar da besta"      | A escolha não é fácil; a Companhia pode esperar uma jornada fluida ou ficar presa em águas escuras e sujas |

## Adaptações
O Observador na Água aparece em O Senhor dos Anéis: A Sociedade do Anel (2001), de Peter Jackson. Na adaptação de Jackson, o Observador é retratado como um monstro colossal semelhante a um polvo. Jackson mencionou nos comentários do DVD que a ideia original era que o Observador arrastasse Bill, o pônei que carregava a bagagem da comitiva, para debaixo d'água. Na seção de galeria de arte conceitual do DVD, os artistas John Howe e Alan Lee explicam que o Observador foi uma das criaturas mais difíceis de desenhar, pois Tolkien forneceu poucas descrições sobre ele.
No jogo The Lord of the Rings Strategy Battle Game [en] da Games Workshop, baseado no filme de Jackson, o Observador na Água é chamado de "Guardião das Portas de Durin".

### J. R. R. Tolkien
1. 1 2 3 4 5 6  Tolkien, J. R. R. (1954). «Book 2, ch. 4 "A Journey in the Dark"». The Fellowship of the Ring [A Sociedade do Anel] (em inglês). [S.l.]: HarperCollins
2. 1 2  Tolkien, J. R. R. (1954). «Book 2, ch. 5 "The Bridge of Khazad-dûm"». The Fellowship of the Ring [A Sociedade do Anel] (em inglês). [S.l.]: HarperCollins
3. ↑  Tolkien, J. R. R. (1988). «ch. 25 "The Mines of Moria"». The Return of the Shadow [O Retorno da Sombra] (em inglês). [S.l.]: HarperCollins